# Årsrapport
En årsrapport eller et årsregnskab er en redegørelse for en virksomheds aktiviteter i det forgangne regnskabsår. Årsrapporterne har til hensigt at give aktionærer og andre interesserede et indblik i virksomhedens aktiviteter og økonomiske formåen. I de fleste jurisdiktioner er det lovpligtigt, at virksomhederne udarbejder og indberetter årsrapporter. I Danmark reguleres bestemmelserne for årsrapporter i Årsregnskabsloven, der administreres af Erhvervsstyrelsen.
Årsrapporter indeholder som minimum en beskrivelse af virksomhedens økonomiske aktiviteter i regnskabsåret, herunder balance- og resultatopgørelse og en revisionspåtegning. Ofte vil der også være en ledelsespåtegning. I Danmark er det desuden lovpligtigt for virksomheder at informere om deres CSR-aktiviteter, hvorfor dette oftest vil være at finde i årsrapporten. Virksomheder kan også frivilligt tilslutte sig FN's Global Compact, hvor de dermed forpligter sig til at informere om implementeringen af de ti principper i FN's Global Compact.
Børsnotererede virksomheder er desuden underlagt krav fra børsens side om at offentlige løbende redegørelser, dels i form af kvartalsregnskaber, dels i form af jævnlige børsmeddelelser om forhold, der har væsentlig betydning for virksomhedens drift.
Virksomheder skal indberette deres årsrapport til Erhvervsstyrelsen i et XBRL format senest 5 måneder efter endt balancedag. Hvis fristen ikke overholdes vil Erhvervsstyrelsen sende et påkravsbrev med to frister, en på 8 hverdage som er en ny frist, hvorefeter Erhvervsstyrelsen kan pålægge afgifter og en 4 ugers frist, som vil være fristen inden selskabet sendes til tvangsopløsning.

## Undtagelseserklæring
En række virksomheder har mulighed for at udfylde en undtagelseserklæring frem for en årsrapport. 
Eksempler på virksomheder der ikke behøver at indsende en årsrapport:
- Filialer af udenlandske virksomheder
- Dattervirksomheder uden aktivitet
- Interessantskaber og kommanditselskaber, hvis regnskab indgår i et koncernregnskab